# (73070) 2002 FB35
(73070) 2002 FB35 – planetoida z pasa głównego asteroid okrążająca Słońce w ciągu 4,03 lat w średniej odległości 2,53 j.a. Odkryta 20 marca 2002 roku.